# العلاقات الألبانية البليزية
العلاقات الألبانية البليزية هي العلاقات الثنائية التي تجمع بين ألبانيا وبليز.

## مقارنة بين البلدين
هذه مقارنة عامة ومرجعية للدولتين:
| وجه المقارنة                                              | ألبانيا                                                    | بليز         |
| --------------------------------------------------------- | ---------------------------------------------------------- | ------------ |
| المساحة (كم2)                                             | 28.75 ألف                                                  | 22.97 ألف    |
| عدد السكان (نسمة)                                         | 3.02 مليون                                                 | 374.68 ألف   |
| الكثافة السكانية (ن./كم²)                                 | 105.04                                                     | 16.31        |
| العاصمة                                                   | تيرانا                                                     | بلموبان      |
| اللغة الرسمية                                             | اللغة الألبانية                                            | لغة إنجليزية |
| العملة                                                    | ليك ألباني                                                 | دولار بليزي  |
| الناتج المحلي الإجمالي (بليون دولار)                      | 13.04 مليار                                                | 1.84 مليار   |
| الناتج المحلي الإجمالي (تعادل القوة الشرائية) بليون دولار | 33.17 مليار                                                | 3.05 مليار   |
| الناتج المحلي الإجمالي الاسمي للفرد دولار أمريكي          | 3.94 ألف                                                   | 4.88 ألف     |
| الناتج المحلي الإجمالي للفرد دولار أمريكي                 | 11.11 ألف                                                  | 8.42 ألف     |
| مؤشر التنمية البشرية                                      | 0.764                                                      | 0.715        |
| رمز المكالمات الدولي                                      | +355                                                       | +501         |
| رمز الإنترنت                                              | .al                                                        | .bz          |
| المنطقة الزمنية                                           | توقيت وسط أوروبا، ت ع م+01:00، ت ع م+02:00، أوروبا/تيرانا ‏ | 00           |

## منظمات دولية مشتركة
يشترك البلدان في عضوية مجموعة من المنظمات الدولية، منها:
| علم المنظمة | اسم المنظمة                        | تاريخ انضمام ألبانيا | تاريخ انضمام بليز |
| ----------- | ---------------------------------- | -------------------- | ----------------- |
|             | الاتحاد البريدي العالمي            | ?                    | ?                 |
|             | مؤسسة التنمية الدولية              | 15 أكتوبر 1991       | 19 مارس 1982      |
|             | منظمة حظر الأسلحة الكيميائية       | ?                    | ?                 |
|             | منظمة التجارة العالمية             | ?                    | ?                 |
|             | الأمم المتحدة                      | 14 ديسمبر 1955       | 25 سبتمبر 1981    |
|             | وكالة ضمان الاستثمار متعدد الأطراف | 15 أكتوبر 1991       | 29 يونيو 1992     |
|             | منظمة الشرطة الجنائية الدولية      | ?                    | ?                 |
|             | مؤسسة التمويل الدولية              | 15 أكتوبر 1991       | 19 مارس 1982      |
|             | الاتحاد الدولي للاتصالات           | 2 يونيو 1922         | 16 ديسمبر 1981    |
|             | البنك الدولي للإنشاء والتعمير      | 15 أكتوبر 1991       | 19 مارس 1982      |
|             | يونسكو                             | 16 أكتوبر 1958       | 10 مايو 1982      |

## وصلات خارجية
- موقع وزارة الخارجية الألبانية
- موقع وزارة الخارجية البليزية